# Птолемеи (еретики)

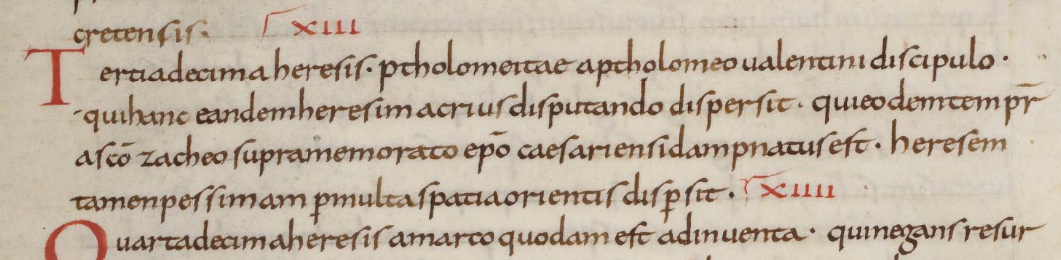
Praedestinatus. Глава XII. Птолемеи. Рукопись IX века. Национальная библиотека Франции

Птолеме́и (др.-греч. πτολεμαῖοι; лат. ptolomæi; ст.‑слав. потолємѣꙗне) — гностическая секта II века, названная по имени основателя их учения — Птолемея.
Птолемеи описаны Епифанием в «Панарионе» в числе 80 ересей и Иоанном Дамаскиным в книге «О ста ересях вкратце», у обоих авторов это 33 ересь. Птолемеи описаны Августином в книге «De Haeresibus ad Quodvultdeum Liber Unus» и безымянным автором трактата «Предестинат» (лат. «Praedestinatus»); у обоих авторов это 13 ересь. У Филастрия птолемеи в его книге «Liber de Haeresibus» — 39 ересь.
Учение Птолемея это одно из направлений гностицизма. Наиболее раннее описание учения маркосиан в 6 книге сочинения «Философумена» и у Иринея Лионского в 12 главе первой книги сочинения «Обличение и опровержение лжеименного знания».
Птолемей учился у Валентина, он развил учение Валентина и внёс оригинальное видоизменение основной метафизической идеи, утверждая, что абсолютному первоначалу, Глубине, присущи два вечных аффекта или расположения (διαθέσεις): пассивный — мысль (έννοια) и активный — воля (θελημα). Мысль заключала в себе идеально всякое дальнейшее произведение (προβολή) Первоначала, но не могла ничего реально осуществить сама собой, пока ее не оплодотворило активное волевое начало, породивши из такого сочетания Ум и Истину, а затем и все прочее. В Письме к Флоре Птолемей доказывает, что закон Моисеев по происхождению своему состоит из трёх частей: одна часть его содержит заповеди Божии, другая принадлежит Моисею, третья — семидесяти старейшинам. То, что в законе идет от Бога, также состоит из трёх частей: есть заповеди, исполненные Христом и обязательные для всякого христианина (десятословие); есть законы, упраздненные Евангелием (око за око и т. п.); и есть предписания символические и аллегорические. При таком своем смешанном характере это законодательство не может происходить ни от абсолютно доброго, ни от злого начала, а происходит от Бога справедливого, создавшего видимый мир (Демиурга) и занимающего среднее положение между добром и злом.